# Dean Fredericks
Dean Fredericks, nato Frederick Joseph Foote (Los Angeles, 21 gennaio 1924 – Los Angeles, 30 giugno 1999), è stato un attore statunitense.
Soprattutto negli anni '50 ha utilizzato il nome d'arte Norman Fredric.

## Filmografia parziale

### Cinema
- Silent Raiders, regia di Richard Bartlett (1954)
- Il pistolero dell'Utah (Utah Blaine), regia di Fred F. Sears (1957)
- The Disembodied, regia di Walter Grauman (1957)
- Il sentiero della vendetta (Gun Fever), regia di Mark Stevens (1958)
- Il cavaliere azzurro della città dell'oro (The Lone Ranger and the Lost City of Gold), regia di Lesley Selander (1958)
- Johnny, l'indiano bianco (The Light in the Forest), regia di Herschel Daugherty (1958)
- Il pianeta fantasma (The Phantom Planet), regia di William Marshall (1961)
- Sam il selvaggio (Savage Sam), regia di Norman Tokar (1963)

### Televisione
- The Living Bible – serie TV, 5 episodi (1952)
- Le avventure di Rin Tin Tin (The Adventures of Rin Tin Tin) – serie TV, 8 episodi (1954-1957)
- Jungle Jim – serie TV, 26 episodi (1955-1956)
- 77º Lancieri del Bengala (Tales of the 77th Bengal Lancers) – serie TV, episodio 1x03 (1956)
- Corky, il ragazzo del circo (Circus Boy) – serie TV, episodio 1x10 (1956)
- Cheyenne – serie TV, 3 episodi (1956-1958)
- Navy Log – serie TV, episodio 2x22 (1957)
- The Court of Last Resort – serie TV, episodio 1x11 (1957)
- Steve Canyon – serie TV, 34 episodi (1958-1959)
- Sugarfoot – serie TV, episodio 4x01 (1960)
- Surfside 6 – serie TV, episodio 1x12 (1960)
- Disneyland – serie TV, 4 episodi (1960-1965)